# 토사카 준이치
토사카 준이치(일본어: 登坂淳一 도사카 준이치[*], 1971년 6월 10일~)는 일본의 프리 아나운서, 유튜버이다. 소속은 호리프로.
1997년 NHK에서 입사하여, 2018년 1월에 퇴사하였다.

## 학력
- 호세이 대학

## 경력
- NHK 아나운서

## 진행 프로그램
- BS 후지 뉴스